# Introducing Wayne Shorter
Introducing Wayne Shorter è il primo album di Wayne Shorter, pubblicato dalla Vee Jay Records nel 1959.

## Tracce
Lato A
1. Blues a la Carte – 5:32 (Wayne Shorter) – Registrato il 9 novembre 1959 a New York ("Fine Sound Studios")
2. Harry's Last Stand – 4:37 (Wayne Shorter) – Registrato il 9 novembre 1959 a New York ("Fine Sound Studios")
3. Down in the Depths – 9:39 (Wayne Shorter) – Registrato il 10 novembre 1959 a New York ("Fine Sound Studios")

Lato B
1. Pug Nose – 6:47 (Wayne Shorter) – Registrato il 10 novembre 1959 a New York ("Fine Sound Studios")
2. Black Diamond – 5:57 (Wayne Shorter) – Registrato il 10 novembre 1959 a New York ("Fine Sound Studios")
3. Mack the Knife – 4:25 (Kurt Weill, Marc Blitzstein) – Registrato il 10 novembre 1959 a New York ("Fine Sound Studios")

Edizione CD del 1997, pubblicato dalla Vee Jay Records
1. Blues a la Carte – 5:32 (Wayne Shorter)
2. Harry's Last Stand – 4:37 (Wayne Shorter)
3. Down in the Depths – 9:39 (Wayne Shorter)
4. Pug Nose – 6:47 (Wayne Shorter)
5. Black Diamond – 5:57 (Wayne Shorter)
6. Mack the Knife – 4:25 (Kurt Weill, Marc Blitzstein)
7. Blues a la Carte – 5:42 (Wayne Shorter) – Alternate take
8. Harry's Last Stand – 5:00 (Wayne Shorter) – Alternate take
9. Down in the Depths – 10:16 (Wayne Shorter) – Alternate take
10. Black Diamond – 7:44 (Wayne Shorter) – Alternate take

## Musicisti
- Wayne Shorter  - sassofono tenore
- Lee Morgan  - tromba
- Wynton Kelly  - pianoforte
- Paul Chambers  - contrabbasso
- Jimmy Cobb  - batteria